# Arabis doberanica
Arabis doberanica är en korsblommig växtart som beskrevs av Ahmed Ahmad Parsa. Arabis doberanica ingår i släktet travar, och familjen korsblommiga växter. Inga underarter finns listade i Catalogue of Life.